# 查傳誼
查傳誼（Cha Chuen Yee，1956年1月13日—），原籍浙江海寧，香港電影導演、監製、演員、前亞洲電視監製。1993年憑《溶屍奇案》獲1994年第13屆香港電影金像獎最佳導演提名。

## 生平
查傳誼的父親查良景是浙江海寧人（海寧查氏），後期於香港擔任電影編劇，筆名周然；母親金芝是中華民國大陸時期滇軍將領金漢鼎的女兒，在香港曾任南方影業公司宣傳部的負責人。
查傳誼與名作家查良鏞(金庸)均為海寧查氏人，查良鏞是二十二代良字輩，與查傳誼父親同輩。但並沒有太多關於他們確切親戚關係的資料。
查傳誼最初在無綫電視當攝影助手，後投身佳藝電視擔任攝影師，其後晉升為編導。佳視倒閉後轉投麗的電視，拍攝《新大丈夫》及《奇女子》等劇集。 1984年離開亞洲電視，先後替邵氏及台灣電視台工作。1988年回港加入德寶電影公司，執導處女作《發達先生》。
除《溶屍奇案》外，1994年的《屯門色魔》也是查傳誼的電影代表作。
查傳誼近年已沒有在香港拍攝電影，主要在中國大陸發展，近年電影作品有2000年的《囍歡您》和2006年的《超班寶寶》

## 電視劇

### 編導及監製（麗的電視/亞洲電視）
- 1978年：新大丈夫
- 1979年：奇女子
- 1979年：天龍訣
- 1979年：怒劍鳴
- 1980年：湖海爭霸錄
- 1980年：大內群英
- 1980年：大內群英續集
- 1980年：四口之家
- 1981年：少年黃飛鴻
- 1981年：自由萬歲
- 1981年：武俠帝女花
- 1981年：伏虎
- 1982年：老婆愈老愈可愛
- 1982年：再見狂牛
- 1982年：雄霸天下
- 1983年：唐伯虎三戲秋香
- 1983年：誓不低頭
- 1983年：誓不低頭續集
- 1983年：福星闖天下
- 1983年：阿SIR阿SIR
- 1984年：醉拳王無忌
- 1984年：蝴蝶血

### 編導及監製（邵氏兄弟）
- 2018年：飛虎之潛行極戰
- 2019年：飛虎之雷霆極戰
- 2020年: 飛虎3壯志英雄

### 導演 (中國大陸)
- 2019年: 小女花不棄
- 2020年: 傳聞中的陳芊芊
- 2022年: 月裡青山淡如畫
- 2022年: 只此江湖夢
- 2023年: 一念花開

## 電影作品

### 監製
1991年
- 情不自禁

1992年
- 黑豹傳說
- 情不自禁II霎時衝動

1993年
- 溶屍奇案
- 現代靚妹仔
- 黑豹傳說II之絕響之城

1994年
- 摩登龍爭虎鬥
- 屯門色魔
- 鬼迷心竅

1995年
- 街坊差人
- 精裝情不自禁

1996年
- 旺角揸Fit人
- 去吧！揸Fit人兵團

1998年
- 亞李、爸爸兩個大盜

2004年
- 鎗火行動

2006年
- 超班寶寶

### 副導演
1988年
- 皇家師姐III雌雄大盜

### 導演
1984年
- 致命金剛拳

1985年
- 水兒武士

1989年
- 發達先生

1990年
- 挑戰巔峯（無綫電視電影）
- 皇家師姐之中間人

1991年
- 馬路英雄
- 情不自禁

1992年
- 情不自禁II霎時衝動

1993年
- 現代靚妹仔
- 溶屍奇案
- 鬼迷心竅

1994年
- 屯門色魔

1995年
- 街坊差人
- 精裝情不自禁

1996年
- 旺角揸Fit人
- 去吧！揸Fit人兵團

1997年
- 豪情蓋天

2000年
- 囍歡您

2006年
- 超班寶寶

### 演員
1989年
- 相見好

1990年
- 洗黑錢

1991年
- 紅粉至尊

1992年
- 92霸王花與霸王花
- 超級女警

1993年
- 七月十四

1994年
- 亂世超人
- 清官難審

1995年
- 冒險遊戲
- 歡樂時光

1996年
- 新喋血雙雄
- 1/2 次同床

1997年
- 猛鬼通宵陪住你

1998年
- PR Girls青春援助交際

2002年
- 互動殺人事件

2003年
- 安娜與武林
- 新紮師姐之不安全地帶

2004年
- 旺角黑夜

### 編劇
2006年
- 超班寶寶

### 執行監製
2003年
- 大丈夫

## 獎項
- 《溶屍奇案》（入圍1994年第13屆香港電影金像獎最佳導演）

## 外部連結
- 查傳誼的新浪微博
- 查傳誼在互联网电影资料库（IMDb）上的資料（英文）（英文）
- 在AllMovie上查傳誼的頁面（英文）
- 查傳誼在香港影庫上的簡介
- 查傳誼在豆瓣上的资料（简体中文）
- 查傳誼在时光网上的簡介（简体中文）
- 電影雙周 - 查傳誼 要拍地道港產片 （页面存档备份，存于）
- 香港導演大全  （页面存档备份，存于）